# Lobelia quadrangularis
Lobelia quadrangularis är en klockväxtart som beskrevs av Robert Brown. Lobelia quadrangularis ingår i släktet lobelior, och familjen klockväxter. Inga underarter finns listade i Catalogue of Life.